# Les Beaux Messieurs de Bois-Doré (feuilleton télévisé)
Pour l’article homonyme, voir Les Beaux Messieurs de Bois-Doré.
Les Beaux Messieurs de Bois-Doré, est un feuilleton télévisé français, en 5 épisodes de 90 minutes, réalisé par Bernard Borderie et diffusé à partir du 18 décembre 1976 sur Antenne 2. Il est inspiré du roman de George Sand, Les Beaux Messieurs de Bois-Doré (1858).
Cette saga a été un grand succès des années soixante-dix. L'intrigue se concentre sur un triangle amoureux : un beau sexagénaire (Georges Marchal) et un beau jeune homme (Michel Albertini) face à une superbe femme (Yolande Folliot) qui ne se décide pas. Elle demande à son plus ancien prétendant sept ans de patience, mais elle ne parvient pas à résister à son jeune prétendant. Ambiance d'intrigue, de complot et de cape et d'épée.

## Synopsis
Les guerres de religion se succèdent. Richelieu est au pouvoir. En 1623, sous le règne de Louis XIII, un noble huguenot, le marquis de Bois-Doré, converti à la suite de son roi Henri IV, est partagé entre ses amis qui le sollicitent pour résister aux persécutions du cardinal de Richelieu, et l'amour qu'il éprouve pour sa nièce, Lauriane de Beuvre, laquelle joue sur le ton de l'amour platonique.
Dans un contexte inquisitorial où le massacre de la Saint-Barthélemy (1572) est encore dans les mémoires, quelques années après l'exécution de Giordano Bruno (1600), le marquis de Bois-Doré est espionné par le Recteur qui est au service du prince de Condé et de Richelieu. Le marquis serait dépositaire du trésor des huguenots qui excite toutes les convoitises : celle du prince de Condé, celle des bohémiens, des routiers, de la bande d'Allemands du capitaine Macabre associé aux Italiens du lieutenant Sacage, tous séparément ont parfois des intérêts qui se lient et se délient aussi solidement et facilement que les engagements qu'ils prennent… « Dieu sait que les hommes ne sont pas plus responsables de leurs paroles que de leurs actes. » observe Lauriane, sous la plume de George Sand.
Tandis que les hommes guerroient, s'entretuent, courtisent, complotent, que les valets s'affairent, que le jeune Mario découvre les bergères, que le recteur après avoir trahi est devenu tout acquis au marquis, le plus gros problème de la vie de Lauriane est celui de l'amour. Hé oui, les deux Messieurs de Bois-Doré souhaitent l'épouser. « Mais l'un est trop âgé, l'autre est trop jeune. ». Mercédès qui l'écoute lui répond que les deux sont folie…

## Distribution
- Georges Marchal : le marquis de Bois-Doré
- Yolande Folliot : Lauriane la Motte-Seuilly, veuve du marquis de Beuvre
- Michel Albertini : Mario, fils adoptif du Marquis de Bois-Doré
- Michel Creton : le comte de Villa-Real, un hidalgo
- Marion Game : Dame Belinde
- Olivier Hussenot : Maître Jovelin
- Philippe Lemaire : Adamas
- François Maistre : Poulain
- Jean-François Poron : Guillaume d'Ars
- Patrick Préjean : Laflèche
- Nelly Benedetti : Mercédès
- Jean Martinelli : le marquis de Beuvre
- Mimi Young : Pilar
- Georges Atlas : le valet Sanche
- Guy Delorme

## Épisodes
Épisode 1
1. Le Marquis de Bois Doré
2. Monsieur de Villaréal
3. Lauriane de Beuvre

Épisode 2
1. Mario
2. La Prédiction
3. Un crime abominable

Épisode 3
1. L'Étau se resserre
2. Un trésor caché
3. L'Attaque des routiers

Épisode 4
1. L'Auberge du Coq rouge
2. Justice est faite
3. Émotions et Sentiments

Épisode 5
1. Seuls
2. La Guerre
3. Réunis

Note : Les sous-titres des épisodes sont ceux de l'édition DVD en 4 vol. (DVD1 : épisodes 1 et 2, DVD2 : épisode 3, DVD3 : épisode 4, DVD4 : épisode 5)

## Lieux de tournage
- Yonne (Château d'Ancy-le-Franc, Château de Tanlay)[3]
- Côte-d'Or (Château de Bussy-Rabutin, Château de Rochefort, Abbaye de Fontenay, Parc Buffon à Montbard [21]).
- Ain (Pérouges)